# Karakalove terme
Karakalove terme (italijansko Terme di Caracalla) v Rimu, Italija, so bile druge največje mestno kopališče ali terme v Rimu,, ki so bile verjetno zgrajene med leti 212 (ali 211) in 216/217, v času vladavine cesarja Septimija Severa in Karakale. Delovale so do leta 530, potem pa so se zrušile in propadle.
Vendar pa so služile kot navdih za številne druge pomembne stavbe, vključno z Dioklecijanovimi termami, Maksencijevo baziliko, originalno postajo Pennsylvania (New York) in Chicago Union Station. Likovna dela ruševin so znane skulpture, kot sta Farnesejev bik in Heraklej pri počitku (tudi Farnesejev Herkul).

## Zgodovina

### Gradnja – 216–235
Gradnjo kopališča je verjetno sprožil cesar Septimij Sever in so bile končane v času njegovega sina Karacale. Odprli so jih leta 216. Terme so bile v južnem delu mesta, Regio XII, kjer so člani družine Severan naročili tudi druga gradbena dela: via nova, ki je vodila do term in Septizodium na bližnjem  Palatinskem griču. 
Da bi se delo v glavnem končalo v času Karakale, bi morali delavci vsakih šest let vgraditi več kot 2000 ton materiala, da bi jih dokončali med letoma 211 (ko je umrl Sever) in 216. 
Delo na dodatnih dekoracijah se je nadaljevalo pod Karakalovimi nasledniki Elagabalom in Aleksandrom Severjem. Večinoma so bile končane leta 235. Kasnejše prenove so potekale pod Avrelijanom (po požaru) in z Dioklecijanom. Pod Konstantinom Velikim je bil spremenjen caldarium.
Stavba je bila ogrevana s hipokavstom, sistemom za sežiganje premoga in lesa pod zemljo za ogrevanje vode, ki jo je zagotavljal namenski akvadukt. Kopališče je bilo odprto za javnost.

### 5. stoletje – uničenje v 9. stoletju
Terme so bile popolnoma funkcionalne v 5. stoletju, ko so jih imenovali eno od sedmih Rimskih čudes. Olimpiodor iz Teb omenja zmogljivost 1600. To se razlaga tako, da se nanaša na največje število sočasnih obiskovalcev, saj naj bi bila dnevna zmogljivost 6000 do 8000 kopalcev.
Kopališče so se uporabljali vse do 6. stoletja. V gotski vojni leta 537 so Ostrogot Vitiges oblegal Rim in prekinili oskrbo mesta z vodo. Kmalu zatem so bile terme opuščene . Kopališče je bilo preveč oddaljeno od še vedno poseljenega območja Rima, zato je bilo večinoma neuporabljeno, vendar so ga v 6. in 7. stoletju očitno uporabljali za pokopavanja romarjev, ki so umrli po oskrbi v bližnjem hospicu Santi Nereo ed Achilleo. Nekatere preproste grobnice iz tega obdobja so bile najdene v notranjosti kopališča.
Papeži Hadrijan I., Sergij II. in Nikolaj I. so morda opravili nekaj dela na akvaduktu do 9. stoletja.
Potres leta 847 je uničil velik del stavbe, skupaj z mnogimi drugimi rimskimi strukturami. 

### 12. stoletje – 19. stoletje – druga uporaba
Vsaj od 12. stoletja so bile terme uporabljene kot kamnolom za gradbene materiale in okrasne kose, ki so jih ponovno uporabili v cerkvah in palačah (npr. v stolnici v Pisi in Sveta Marija in Trastevere).
V 14. stoletju se je območje uporabljalo za vinograde in vrtove. V sredini 16. stoletja so v času izgradnje nove vile je papež Pavel III. na tem območju izvedel izkopavanja. Leta 1545-7 so iz ruševin dobili veliko velikih kipov, izdelanih iz marmorja in brona. Kasneje v 16. stoletju je papež območje podelil jezuitskim rimskim semeniščem. Uporabljali so jo kot otroško igrišče. Filip Neri je morda pripeljal otroke iz oratorija - verjel je, da mora naročiti fresko Marija, ki jo podpira angel, ki je še vedno v naravi. 
Med 16. in 18. stoletjem so ponovno zaživeli interesi za strukturo in več znanih arhitektov je risalo ruševine (Andrea Palladio, Giovanni Battista Falda, Giovanni Battista Nolli in Giuliano da Sangallo). 
Akvadukt, ki je služil termam, je bil v uporabi do 19. stoletja. Akvadukt Aqua Antoniniana, krak zgodnejšega Aqua Marcia, ki je delal tudi pod Dioklecijanom, je bil posebej zgrajen za terme.

### Sodobnost – izkopavanja in restavriranje
Leta 1824 je izkopavanje v termah opravil grof Egidio di Velo, katerega najdbe so vključevale mozaike, ki zdaj prikazujejo športnike, sedaj v Vatikanskih muzejih. Nadaljnje delo je izvajal Luigi Canina v frigidariumu (do sredine 19. stoletja) in nato Battista Guidi (1860–7). 
Od 1866 do 1869 so v osrednjem delu kompleksa odkrili Herkulov torzo, porfirne stebre in okrašene kapitele. Leta 1870 je območje postalo last italijanske vlade, Pietro Rosa pa je opravil izkopavanja v vzhodni palestri. Leta 1878/9 je Giuseppe Fiorelli odkril mozaike v caldariumu in zahodni palestri.
Od začetka 20. stoletja so se izkopavanja razširila v zunanja območja kompleksa in navzdol ter razkrila podzemne prehode, vključno z mitrejem. Sistematično delo na galerijah, ki so se začela v 18. in 19. stoletju, so se nadaljevala po letu 1901. Na vzhodni strani je bilo konec 1930-ih opravljenega več dela, ko so v caldariumu postavili operni oder. Razen nekaterih skic ni ohranjena nobena dokumentacija o teh restavracijah.
Nadaljnja restavratorska dela so potekala v 1980-ih letih, ko je bila na tem območju odstranjena gosta vegetacija in nezakonito zgrajene hiše. Na tem mestu so obnovili južno steno s cisternami, jugozahodno knjižnico in osmerokotno dvorano, znano kot Jupitrov tempelj. Leta 1998-99 je bil operni oder razstavljen in dodani sodobni objekti za obiskovalce. Terme so odprli za javnost leta 2001. 
Terme so bile edino arheološko najdišče v Rimu, ki jih je leta 2009 poškodovali potres v bližini L'Aquile . Ponovno so bile poškodovane, čeprav manj, avgusta 2016 zaradi potresa v osrednji Italiji .

## Opis

### Splošno
Kompleks term je obsegal približno 25 ha. Je pravokotne oblike, velikosti 337 x 328 metrov. Gradnja je zahtevala premikanje znatne količine zemlje, saj so morali biti deli bližnjih hribov odstranjeni ali poravnani v ploščadi. Pri gradnji je bilo uporabljenih več milijonov opek. Terme so obsegale vsaj 252 stebrov, od katerih jih je 16 imelo več kot 12 metrov v višino.
Voda je bila nato v terme pripeljana z novo zgrajenim akvaduktom acqua nova Antoniniana iz glavnega akvadukta Acqua Marcia. Točen potek akvadukta, ki je oskrboval terme, ni znan, saj je bilo odkritih le nekaj segmentov. Akvadukt je bil povezan z južno stranjo term, kjer je napolnil 18 cistern. Te so bili nato povezane s svinčenimi cevmi s kopališči.
Terme so sledile načelom za »velike cesarske kopeli«. Bili so bolj zabaviščni center kot le vrsta kopališča. Kompleks je poleg kopanja ponujal tudi možnosti za sprehode, branje / učenje, vadbo in nego telesa. Glavna stavba je stala v središču brez povezav z okoliškimi zidovi, v katerih so bile cisterne, dve simetrični knjižnici (južno), dve veliki eksedri (vzhod in zahod) in tabernae (trgovine) na severu. Ohranjena0 knjižnica meri 38 x 22 metrov. Med zunanjo steno in osrednjim kompleksom so bili vrtovi (xystus'). 
Os term je bila postavljena severovzhod in jugozahod, da bi izkoristila sončno toploto. Caldarium je bil  obrnjen proti jugozahodu, frigidarium na severovzhod. Na splošno je bila površina razporejena vzdolž ene linearne osi. Vendar so bili garderobni prostori in palestra simetrično razporejeni na obeh straneh stavbe, kar je olajšalo dostop in pretok ljudi v termalno območje in iz njega ter tako povečalo število potencialnih uporabnikov kopališča.
Glavna zgradba kopališča je bila 214 x 110 metrov, višina do vrha linije strehe pa je bila 44 metrov; pokrivala je 6,5 hektarjev in bi lahko sprejela približno 1600 kopalcev naenkrat. 

### Notranjost
"Terme" so bile druge, ki so imele v sklopu kompleksa javno knjižnico. Tako kot druge javne knjižnice v Rimu sta obstajali dve ločeni in enako veliki sobi ali zgradbi; ena za grška besedila in ena za besedila v latinščini . Ohranjena knjižnica je imela tri zidove prekrite z nišami (skupaj 32), v katerih so bile knjige. Večja niša na sredini južne stene je verjetno vsebovala kip. Zidna polica pred tremi drugimi stenami je verjetno služila kot klop. Tla so narejena iz marmorja.
Terme so sestavljali osrednji frigidarium (hladna soba), ki je merila 58 x 24 m pod tremi banjastimi oboki 32,9  m v premeru, pa tudi dve palestri (telovadnici, kjer sta se izvajali rokoborba in boks). Na severovzhodnem koncu kopališke zgradbe je bila natatio ali bazen. Caldarium je imel sedem bazenov, frigidarium štiri, tepidarium dva. Poleg caldariuma so bile tudi savne (laconica). [3]: 28
Osrednji prostor je bil frigidarium, katerega visoko streho je podpiralo osem velikanskih stebrov, izdelanih iz egiptovskega granita. Stene in tla so bile iz marmorja. Dvorana je služila dvojnemu namenu: bila je prostor za srečanja in prehodno območje za obiskovalce, ki so se usmerjali v druge dele kopališča. V njej so bila tudi hladna kopališča v obliki štirih bazenov, od katerih sta bila dva povezana s tepidariumom, dva od njih pa sta bila z natatio povezana z nekaj slapovi. Na sredini frigidariuma je bil še en krožni bazen (zdaj v Arheološkem muzeju v Neaplju), ki je obkrožal vodnjak. Obkrožala sta ga še dva dodatna opečna bazena.
Caldarium je bil okrogel prostor z marmornatimi tlemi, ki je bil pokrit s kupolo premera skoraj 36 metrov, ki je bila blizu velikosti Panteonove kupole. Teža kupole je nosilo le osem zidanih stebrov. Med njimi so bila steklena okna, ki so pomagala ogrevati veliko sobo (in zmanjševala težo sten). Njegovih sedem bazenov meri 9,5 m krat 5 m (globina 1 m). Še šest jih je ostalo. Sedmo je zamenjala majhna apsida med Konstantinovo obnovo. 
Bazen natatio je bil velikosti 50 m krat 22 m. Stene so bile visoke na več kot 20 m, severno pročelje pa so sestavljali trije ogromni stebri iz sivega granita. Med temi stebri so bile niše na več ravneh, kjer so bili okrasni kipi.
Natatio je bila brez strehe, bronasta ogledala pa so bila nameščena nad glavo in usmerjala sončno svetlobo v bazen. Celotna kopališka zgradba je bila na dvignjeni ploščadi visoki 6 m, da je omogočala skladiščenje in peči pod stavbo. 

### Značilnosti podzemlja
Mithraeum - Mitrej v termah, ki ga je leta 1912 odkril Ettore Ghislanzoni, velja za največje dokumentirano zbirališče  častilcev Mitre, perzijskega boga, ki je bil v modi pri vojaških in večinoma ljudeh nižjega razreda, v 2. in 3. stoletju. Mitrej je bil dolg približno 23 m in širok 10 m s križno obokanim stropom. Dva glavna dogodka, povezana s termami, sta bila samo grobo datirana: mitrej je nastal po zaključku kompleksa okoli leta 217 in verjetno ni bil več v uporabi, ko je bil akvadukt, ki je  oskrboval kompleks, prekinjen v 530-ih letih.
Nadstropje glavne sobe je bilo prekrito s črno-belim mozaikom. Klopi so bile ob zidovih. Na zahodni steni je bila freska, ki je prikazovala Mitro (ali nosilec svetilke). Edini drugi ornament je bil marmorni blok, grobo izklesan v obliki kače. V tleh pri vhodu so našli krožno jamo, prekrito z marmorno ploščo, s skledo iz terakote, v kateri so bili ostanki pšeničnih zrn. Pravokotna luknja v tleh je omogočala dostop do majhnega predora, ki poteka pod središčem glavne dvorane v sosednjo sobo, kjer je vhod / izhod s stopniščem. To, kar je edinstvena značilnost v mitreju, je bilo sporno. Večina učenjakov vidi to kot fossa sanguinis, ritualno jamo, v kateri je bil zaklan bik kot središče mitrejske mitologije, ko so v njegovi krvi kopali enega ali več iniciatov. Drugi mislijo, da je bila uporabljena kot nekakšna skrita vrata, ki so omogočala osebi, da pride na skrivaj v sobo.
V bližnji sobi je bil leta 1912 najden kip Venere Anadyomene (Venere iz morja). Zdaj je v muzeju Nazionale Romano v Dioklecijanovih termah.
Poleg mitreja so podzemni prostori služili za ogrevanje kopališč in kot odvodnjavanje za odtok vode. Uporabljeni so bili tudi za shranjevanje goriva za peči, za katere se ocenjuje, da so na dan porabili okoli 10 ton lesa. Kapaciteta skladiščenja je bila ocenjena na več kot 2000 ton lesa.
Na splošno so ti predori potekali na stotine metrov pod glavno strukturo. Osvetljeni so bili z okenskimi svetlobniki, ki so omogočali tudi kroženje zraka, s čimer se je ohranil les pred gnitjem.
Podzemni vodni mlin je bil izkopan v začetku leta 1912. Prvič se je zdelo, da je srednjeveškega izvora, zdaj velja za antičnega. Morda je bil del prvotnega delovanja kopališča. Požarna škoda je pokazala, da je bilo požgano v 3. stoletju, vendar je bilo obnovljeno z nekaj spremembami. 

### Mere

#### Glavne mere
- Najvišja točka: 412 m × 393 m
- Notranji: 337 m × 328 m
- Centralni blok: 214 m × 110 m
- Natatio (bazen): 54 m × 23 m
- Frigidarium: 59 m × 24 m, višina 41 m
- Caldarium: 35 m, višina 44 m
- Notranja igrišča: 67 m × 29 m

#### Količine materialov
- Pozzolana: 341.000 m3
- Žgano apno: 35.000 m3
- Tuf: 341.000 m3
- Bazalt za temelje: 150.000 m3
- Opeka za oblaganje: 17,5 milijonov kosov
- Velike opeke: 520.000
- Marmorni stebri v osrednjem bloku: 252
- Marmor za stebre in dekoracije: 6300 m3

#### Ocenjeno poprečno število delavcev na lokaciji
- Izkopavanje: 5.200 moških
- Podstruktura: 9.500 moških
- Centralni blok: 4.500 moških
- Dekoracija: 1.800 moških

12 m stebri frigidariuma so bili narejeni iz granita, tehtali pa so skoraj 100 t.

## Umetnost
Terme so bile prvotno okrašene z visokokakovostnimi skulpturami, ki jih je bilo po ocenah več kot 120. Kljub temu, da so bile v enem od mestnih delavskih območij, so od vseh antičnih kopališč v Rimu, Karakalove terme vsebovale najbolj razkošen izbor kipov. Čeprav so bili številni v srednjem veku uničeni, so začeli v 16. stoletju pod papežem Pavlom III. Farnesejem na območju izkopavati skulpture, ki so služile kot okras v novo zgrajenih palačah.
Med dobro znanimi deli je Farnezijski bik (verjetno iz vzhodne palestre) in Heraklej pri počitku (tudi Farnesejev Herkul) iz frigidariuma, zdaj v Narodnem arheološkem muzeju v Neaplju; druge so v muzeju Capodimonte. Med številnimi kipi je tudi ogromen kip Asklepija s 4 m. 
Dve granitni kadi iz frigidariuma sta bili odpeljani na trg Piazza Farnese, kjer še vedno služita kot vodnjaka, ki jih je izdelal Girolamo Rainaldi. Granitni steber iz natatio je Cosimo I. Medičejski odnesel v Firence na Piazza Santa Trinita. Sedaj je znan kot Steber pravičnosti.
- Farnezijski bik, zdaj v Neaplju
- Eden od kipov, ki so krasili terme, je bil  Heraklej pri počitku, zdaj v Neaplju

## Uporaba kot kulturno prizorišče

### Opera in koncerti
Osrednji del kopališkega kompleksa (caldarium) je bil poletno prizorišče rimske opere od leta 1937 do 1993. Leta 2001 ga je opera znova uporabila, vendar zdaj uporablja začasni premični oder zunaj glavne zgradbe, kar zmanjšuje obremenitve antičnih ruševin.
Je tudi koncertno prizorišče, ki je doseglo slavo kot prizorišče in ozadje prvega koncerta Treh tenorjev leta 1990.

### Šport
Območje je bilo med letoma 1947 in 1951 štirikrat uporabljeno za Grand Prix v Rimu .
Na poletnih olimpijskih igrah leta 1960 so na prizorišču potekale gimnastične prireditve.

## Obisk
Obsežne ruševine term so postale priljubljena turistična znamenitost. Terme so odprte z vstopnino. Dostop je omejen na določena območja / pešpoti, da bi se izognili dodatnim poškodbam mozaikov.

## Kulturni vpliv
Karakalove terme (zlasti osrednji frigidarium) so pomembno vplivale na arhitekturo mnogih poznejših stavb. V rimskih časih so to bile Dioklecijanove terme in Maksencijeva bazilika.
V 19. in zgodnjem 20. stoletju so bile navdih za več modernih struktur, vključno z dvorano St George's v Liverpoolu in prvotno Pennsylvania Station (porušeno leta 1963) v New Yorku.
Glavne dvorane železniške postaje Penn in Chicago Union Station so uporabile neposredne kopije arhitekture frigidariuma.